# Texania langeri
Texania langeri är en skalbaggsart som först beskrevs av Louis Alexandre Auguste Chevrolat 1853.  Texania langeri ingår i släktet Texania och familjen praktbaggar. Inga underarter finns listade i Catalogue of Life.